# Système d'information sur le marché intérieur
 (juillet 2014).
Pour les articles homonymes, voir IMI.
Le système d’information du marché intérieur (en anglais, Internal Market Information System ou IMI) est un réseau informatique qui relie les organismes publics de l'Espace économique européen. Il a été conçu par la Commission européenne en étroite coopération avec les États membres de l’Union européenne dans le but d’accélérer la coopération administrative transfrontalière. IMI permet aux autorités publiques aux niveaux national, régional et local d’identifier leurs homologues dans d’autres pays et d’échanger des informations avec eux. Des questions et réponses pré-traduites ainsi qu’un outil de traduction automatique leur permettent d’utiliser leur propre langue pour communiquer.

## Contexte
La législation du marché intérieur de l’Union européenne rend obligatoire pour les autorités compétentes dans les États membres d’assister leurs homologues à l’étranger en leur fournissant des informations. Certaines législations requièrent aussi une communication entre les États membres et la Commission européenne (par exemple dans le cas de notifications de mesures nationales  mettant en œuvre le droit de l’Union européenne. IMI a été développé afin de faciliter cet échange d’informations au quotidien.
IMI a été lancé en février 2008. Le développement et la maintenance ont été financés par le programme ISA (Interoperability Solutions for European Public Administrations) depuis juillet 2010. ISA est le successeur du programme IDABC qui a initialement financé IMI et qui a pris fin le 31 décembre 2009.
IMI est l’un des outils de gouvernance du Marché unique. Parmi les autres outils de ce type nous trouvons: L'Europe est à vous, L'Europe vous conseille,  SOLVIT et les Guichets uniques.
IMI prend en compte le respect de la vie privée et a intégré le respect de la protection des données personnelles à toutes les étapes de sa conception, en consultation avec le Contrôleur européen de la protection des données.

## Principaux acteurs
IMI a été déployé de manière décentralisée. C’est la raison pour laquelle sa mise en œuvre pratique est la responsabilité individuelle des États membres. Différents acteurs jouent un rôle dans le réseau IMI. 

### Autorités compétentes
Les autorités compétentes sont les utilisateurs finaux d’IMI. Ce sont des organismes publics auxquels a été conférée la responsabilité de mettre en œuvre certains éléments de la législation du marché intérieur. Ces autorités compétentes se situent au niveau national, régional ou local. 

### Coordinateurs IMI
Il y a un coordinateur national par État membre, souvent localisé dans un ministère national. Sa tâche est d’assurer le bon fonctionnement du système IMI dans son pays. 
Les coordinateurs IMI peuvent déléguer certaines de leurs responsabilités à des coordinateurs nationaux qui sont chargés, par exemple, d’un domaine législatif particulier ou d’une zone géographique, en fonction de  la structure administrative de chaque État membre.

### Commission européenne
La Commission européenne est responsable de la maintenance et du développement de l’outil, du service d’assistance et de la formation. Elle gère et soutient également le réseau des coordinateurs, promeut l’expansion future du système and établit  les rapports sur son fonctionnement.

## Procédures de traitement IMI
IMI offre à ses utilisateurs plusieurs procédures de traitement afin de faciliter les différents types de coopération administrative entre les États membres de l'Espace économique européen.

### Demandes d’information
Quand une autorité compétente a besoin d’une information d’un homologue étranger, elle peut envoyer une demande d’information. Le mécanisme d’échange s’appuie sur des listes de questions- réponses pré-traduites dans toutes les langues de l’UE. Il est également possible de joindre des documents. Seules les autorités compétentes directement impliquées dans l’échange d’informations peuvent avoir accès au contenu. Un exemple pratique d’une demande d’information : un professeur allemand souhaite poursuivre son activité au Portugal. L’autorité portugaise a besoin de vérifier l’authenticité des diplômes scannés. Elle peut alors utiliser IMI pour envoyer une demande d’information à l’autorité partenaire en Allemagne. Cette autorité peut accepter la requête et renvoyer une réponse à l’autorité au Portugal. Grâce aux séries de questions-réponses, les deux autorités peuvent communiquer dans leur propre langue.

### Notifications
Les notifications sont basées sur des échanges d’informations d’une vers plusieurs autorités permettant à celles-ci d’alerter ou de notifier une ou plusieurs de leurs homologues et/ou la Commission européenne. Par exemple, la directive sur les services dans le marché intérieur requiert que les États membres s’alertent les uns les autres au sujet de possibles dangers pour la santé et la sécurité des personnes ou de l’environnement qui pourraient être la conséquence d’une prestation de services.

### Répertoire d’informations
Les répertoires d’informations IMI sont des bases de données dans lesquelles des informations spécifiques à certains domaines politiques sont stockés. Un exemple de répertoire est le répertoire des registres maintenus par les autorités compétentes à travers l'Espace économique européen. Ce répertoire est doté d’un outil de recherche multilingue. Son contenu peut être accessible soit par un groupe restreint d’autorités compétentes soit par tous les utilisateurs IMI.

## Cadre légal
IMI est utilisé dans tous les États membres de l'Espace économique européen pour la coopération administrative requise par la  Directive sur les qualifications professionnelles (2005/36/CE), par la Directive sur les services dans le marché intérieur (2006/123/CE) et, sur une base pilote, par la Directive sur le détachement des travailleurs. Il a été étendu à d’autres domaines législatifs. Par exemple, le règlement sur le transport transfrontalier professionnel d’euros en espèce par la route entre États membres de la zone euro et la Directive sur les droits des patients en matière de soins de santé transfrontaliers.
IMI vise à « devenir  une boite à outil flexible au service de la coopération administrative, contribuant à une meilleure gouvernance du marché intérieur ». 
Le règlement IMI qui est entré en vigueur en décembre 2012 est une loi européenne établissant un cadre légal précis pour IMI. Il fournit un ensemble complet de règles pour le traitement des données personnelles et prévoit une méthode pour l’expansion d’IMI à de nouveaux domaines politiques.